# Faucogney-et-la-Mer
Faucogney-et-la-Mer is een gemeente in het Franse departement Haute-Saône (regio Bourgogne-Franche-Comté) en telt 583 inwoners (2011). De plaats maakt deel uit van het arrondissement Lure.
De gemeente ligt in het gebied van de duizend meren (les mille étangs) en heeft nog verschillende gebouwen uit de 18e eeuw in barokstijl (kerk Saint-Georges, de fontein).

## Geografie
De oppervlakte van Faucogney-et-la-Mer bedraagt 14,0 km², de bevolkingsdichtheid is 41,6 inwoners per km².
De onderstaande kaart toont de ligging van Faucogney-et-la-Mer met de belangrijkste infrastructuur en aangrenzende gemeenten.

## Demografie
Onderstaande figuur toont het verloop van het inwonertal (bron: INSEE-tellingen).